# 85 Pułk Artylerii Ciężkiej
85 Warszawski Pułk Artylerii Ciężkiej im. gen. Józefa Bema (85 pac) – oddział artylerii ciężkiej ludowego Wojska Polskiego.
Pułk został sformowany we wrześniu 1945 roku w garnizonie Bielsko według etatu Nr 4/8 ciężkiego pułku artylerii Rezerwy Naczelnego Dowództwa. Jednostka powstała na bazie dowództwa i 1 dywizjonu rozwiązanej 1 Warszawskiej Brygady Artylerii Ciężkiej im. gen. Józefa Bema. Dowódcą pułku został oficer Armii Radzieckiej, płk P. Posławski.
Na początku 1946 roku pułk został przeformowany w 28 Warszawski Dywizjon Artylerii Ciężkiej, który wiosną tego roku został dyslokowany do garnizonu Jelenia Góra.

## Struktura organizacyjna według etatu Nr 4/8
- Dowództwo pułku

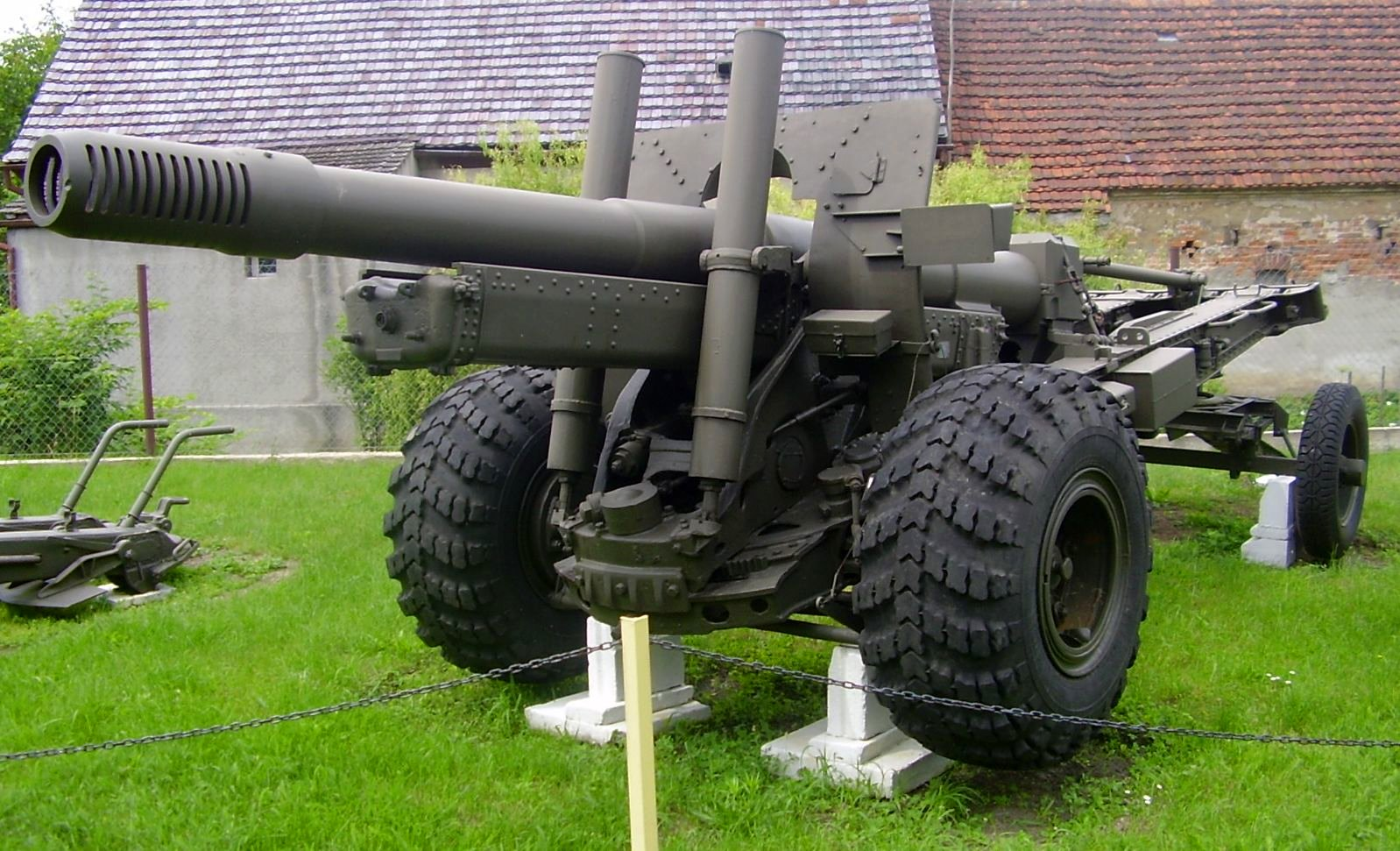
152 mm hba wz. 1937 (MŁ-20)

- dwa dywizjony artylerii a. trzy baterie a. dwa plutony ogniowe a. dwa działony
- bateria artyleryjskiego rozpoznania pomiarowego
- bateria sztabowa a. pluton rozpoznawczy, pluton łączności i pluton topograficzny
- szkoła pułkowa
- pluton transportowy
- pluton remontowy
- warsztaty techniczne i mundurowe
- ambulatorium

Stan etatowy pułk liczył 10 pracowników i 726 żołnierzy, w tym 111 oficerów, 205 podoficerów i 410 szeregowców. Na uzbrojeniu znajdowały się dwadzieścia cztery 152 mm armato-haubice wz. 1937 (MŁ-20).